# Élections municipales de 2026 à Nancy
Pour des articles plus généraux, voir Élections municipales françaises de 2026 et Élections municipales de 2026 en Meurthe-et-Moselle.
Les élections municipales de 2026 à Nancy auront lieu en mars 2026. Elles visent au renouvellement du conseil municipal et du conseil métropolitain de la métropole du Grand Nancy.

## Modalités du scrutin

### Dates
Ces élections se tiendront en mars 2026, les dates précises seront annoncées par décret au moins 3 mois avant le scrutin.

### Mode de scrutin
L'élection des conseillers municipaux et métropolitains se déroule selon un scrutin de liste à deux tours avec prime majoritaire : les candidats se présentent en listes complètes avec la possibilité de deux candidats supplémentaires. Lors du vote, on ne peut faire ni adjonction, ni suppression, ni modification de l'ordre de présentation des listes. Chaque bulletin de vote comporte deux listes : une liste de candidats aux seules élections municipales et une liste de ceux également candidats au conseil métropolitain.
Le nombre de sièges à pourvoir au conseil municipal de Nancy correspond à celui des communes dont la population est comprise entre 100 000 et 150 000 habitants, soit 55 sièges. Les conseillers municipaux sont élus au suffrage universel direct pour une durée de mandat de six ans. L'élection se termine au premier tour en cas de majorité absolue. Le cas échéant, un second tour a lieu. Les listes qui ont obtenu au moins 10 % des suffrages exprimés au premier tour peuvent se présenter au second. Les candidats des listes qui ont obtenu plus de 5 % des suffrages exprimés au premier tour peuvent rejoindre une autre liste.
La liste ayant obtenu le plus de voix se voit attribuer la moitié des sièges, arrondie à l'entier supérieur si nécessaire. Ainsi, la liste majoritaire obtiens automatiquement 28 sièges. Les 27 sièges restants sont attribués à la représentation proportionnelle à la plus forte moyenne aux listes ayant obtenu au moins 5 % des suffrages exprimés au second tour (ou au premier tour en cas de tour unique).

## Contexte

### Scrutin précédent
Les élections municipales de 2020 ont été marquées par une abstention massive en raison de la pandémie de Covid-19, la participation lors du 1er tour s'étant effondrée de 59 % en 2014 à 37 % en 2020.
Sur le plan local, la liste menée par le socialiste Mathieu Klein, soutenu par le Parti communiste, ralliée au 2d tour par la liste Europe Écologie - Les Verts - Génération.s, parvient à ravir la mairie au maire sortant Laurent Hénart, elle obtient ainsi 43 sièges. 
La liste de droite et du centre réunissant le Mouvement radical, La République en Marche et Les Républicains, qui était donc menée par le maire sortant, est reléguée au rôle d'opposition et n'obtient que 12 sièges. 

## Candidatures déclarées
En juillet 2024, Emmanuel Lacresse, ancien député de la 2e circonscription défait en 2024, se déclare candidat à la mairie de Nancy en ayant pour Slogan "Nancy en avant !".

## Sondages
Tout sondage d'opinion est affecté par une marge d'erreur.
Une couleur arbitraire est associée à chaque institut de sondage ; ces couleurs sont une aide visuelle et ne correspondent pas à une tendance politique.

## Résultats
|                          |                   |       |              |              |             |             |        |        |  |
| Tête de liste            | Tête de liste     | Liste | Premier tour | Premier tour | Second tour | Second tour | Sièges | Sièges |  |
| Tête de liste            | Tête de liste     | Liste | Voix         | %            | Voix        | %           | CM     | CC     |  |
|                          | Emmanuel Lacresse | RE    |              |              |             |             |        |        |  |
| Nancy en avant !         |                   |       |              |              |             |             |        |        |  |
|                          |                   |       |              |              |             |             |        |        |  |
|                          |                   |       |              |              |             |             |        |        |  |
|                          |                   |       |              |              |             |             |        |        |  |
| Votes valides            |                   |       |              |              |             |             |        |        |  |
| Votes blancs             |                   |       |              |              |             |             |        |        |  |
| Votes nuls               |                   |       |              |              |             |             |        |        |  |
| Total                    | Total             | Total |              | 100          |             | 100         | 55     | 33     |  |
| Abstention               |                   |       |              |              |             |             |        |        |  |
| Inscrits / participation |                   |       |              |              |             |             |        |        |  |